# Natten med Rose
Natten med Rose (engelska: Rambling Rose) är en amerikansk långfilm från 1991 i regi av Martha Coolidge, med Laura Dern, Robert Duvall, Diane Ladd och Lukas Haas i rollerna. Filmen bygger på boken med samma namn av Calder Willingham. Filmen nominerades till två Oscar, Bästa kvinnliga huvudroll (Dern) och Bästa kvinnliga biroll (Ladd).

## Handling
Under depressionen försöker Rose (Laura Dern) att behålla sin anställning hos familjen Hillyer och därmed undvika ett liv på gatan. Rose har en lång historia av sexuellt utnyttjande och blandar ihop sex med kärlek. Hon förälskar sig i Mr Hillyer (Robert Duvall), men han slår ifrån sig hennes uppmärksamhet. Istället blir det Mrs. Hillyer (Diane Ladd) som försöker rädda Rose från omvärlden.

## Rollista
| Laura Dern         | – Rose            |
| Robert Duvall      | – Mr. Hillyer     |
| Diane Ladd         | – Mrs. Hillyer    |
| Lukas Haas         | – Buddy           |
| John Heard         | – Willcox Hillyer |
| Kevin Conway       | – Dr. Martinson   |
| Robert John Burke  | – Dave Wilkie     |
| Lisa Jakub         | – Doll            |
| Matthew Sutherland | – Billy           |

## Utmärkelser
Oscar
- Nominerad: Bästa kvinnliga huvudroll (Laura Dern)
- Nominerad: Bästa kvinnliga biroll (Diane Ladd)